# Cedusa dampfi
Cedusa dampfi är en insektsart som beskrevs av Caldwell 1944. Cedusa dampfi ingår i släktet Cedusa och familjen Derbidae. Inga underarter finns listade i Catalogue of Life.